# فینال جام حذفی فوتبال انگلستان ۲۰۲۰
فینال جام حذفی ۲۰۲۰، آخرین بازی فصل ۲۰۲۰–۲۰۱۹ و ۱۳۹مین فینال جام حذفی فوتبال انگلستان بود. این بازی که در ۱ اوت ۲۰۲۰ در استادیوم ومبلی لندن انگلیس انجام شد، در ابتدا برای ۲۳ مه برنامه‌ریزی شده بود اما به دلیل همه‌گیری کروناویروس در انگلستان به تأخیر افتاد. این مسابقه بین آرسنال و چلسی برگزار شد. به عنوان قهرمان، آرسنال جواز حضور در مرحله گروهی لیگ اروپا ۲۱–۲۰۲۰ را خواهد داشت. این مسابقه پشت درهای بسته و بدون تماشاچی برگزار شد، و قهرمان، برخلاف فصول گذشته بدون بالا رفتن از پله‌ها به رویال باکس، جوایز را در زمین دریافت کردند.
این مسابقه هم از طریق BT Sport و هم از BBC پخش مستقیم شد. پخش تلویزیونی این بازی ۲/۸ میلیون بیننده داشت که آن را به پربیننده‌ترین مسابقه فوتبال این فصل در انگلیس تبدیل کرد.

## مسیر رسیدن به فینال

### آرسنال
| مرحله                                                | رقیب              | نتیجه |
| ---------------------------------------------------- | ----------------- | ----- |
| سوم                                                  | لیدز یونایتد (خ)  | ۱–۰   |
| چهارم                                                | بورنموث (م)       | ۲–۱   |
| پنجم                                                 | پورتسموث (م)      | ۲–۰   |
| یک‌چهارم                                              | شفیلد یونایتد (م) | ۲–۱   |
| نیمه‌نهایی                                            | منچستر سیتی (ب)   | ۲–۰   |
| راهنما: (خ) = خانه؛ (م) = مهمان؛ (ب) = ورزشگاه بی‌طرف |                   |       |

آرسنال به عنوان یک باشگاه لیگ برتری، کار خود را در دور سوم و در ورزشگاه امارات مقابل تیم لیدز یونایتد از دسته چمپیونشیپ آغاز کرد. در این بازی آرسنال با گل ریس نلسون ۱–۰ پیروز شد. در دور چهارم، آنها در ورزشگاه دین کورت به مصاف حریف لیگ برتری خود بورنموث رفتند که با گل‌های بوکایو ساکا و ادی انکتیا ۲–۱ به برتری رسیدند. در دور بعد پورتسموث از لیگ یک را در فراتون پارک، با گل‌های سوکراتیس و انکتیا ۲–۰ از پیش رو برداشت. در مرحله یک‌چهارم نهایی، قرعه آنها به نام شفیلد یونایتد از لیگ برتر افتاد. در برامال لین، با پنالتی نیکولا پپه و گل پیروزی بخش دنی سبایوس در وقت‌های اضافه، ۲–۱ پیروز شدند. در نیمه نهایی و در ورزشگاه بی‌طرف ومبلی، آرسنال با تیم لیگ برتری منچسترسیتی و دارنده جام حذفی سال قبل دیدار کرد. آرسنال پس از پیروزی ۲–۰ با دو گل پیر امریک اوبامیانگ به فینال راه پیدا کرد.

### چلسی
| مرحله                                          | رقیب                | نتیجه |
| ---------------------------------------------- | ------------------- | ----- |
| سوم                                            | ناتینگهام فارست (خ) | ۲–۰   |
| چهارم                                          | هال سیتی (م)        | ۲–۱   |
| پنجم                                           | لیورپول (خ)         | ۲–۰   |
| یک‌چهارم                                        | لستر سیتی (م)       | ۱–۰   |
| نیمه‌نهایی                                      | منچستر یونایتد (ب)  | ۳–۱   |
| راهنما: (خ)=خانه؛ (م)=مهمان؛ (ب)=ورزشگاه بی‌طرف |                     |       |

چلسی به عنوان یک باشگاه لیگ برتری، کار خود را از دور سوم و در ورزشگاه خانگی خود استمفوردبریج و با پیروزی ۲–۰ مقابل ناتینگهام فارست از دسته چمپیونشیپ شروع کرد. کالوم هادسون-اودوی و راس بارکلی گلزنان چلسی در این بازی بودند. در دور چهارم، آنها به مصاف هال سیتی تیمی دیگر از دسته چمپیونشیپ رفتند. در ورزشگاه خانگی هال سیتی، KCOM، چلسی با گل‌های میچی باتشوایی و فیکایو توموری ۲–۱ به برتری رسید. در دور بعد و در خانه خود میزبان لیورپول بودند که با گل‌های ویلیان و بارکلی ۲–۰ از سد این تیم لیگ برتری گذشتند. در مرحله یک چهارم نهایی، لستر سیتی از لیگ برتر را در ورزشگاه کینگ پاور، با تک گل بارکلی (۱–۰) پشت سر گذاشتند. در مرحله نیمه‌نهایی و در ورزشگاه ومبلی، برای چهارمین فصل متوالی در جام حذفی به مصاف منچستریونایتد از لیگ برتر رفتند، که پس از پیروزی ۳–۱ با گل‌های الیویه ژیرو، میسون ماونت و گل به خودی هری مگوایر به فینال رسیدند.

## پیش–بازی
این دو تیم رقابت دیرینه‌ای در قالب دربی لندن دارند. این فینال تکرار دو فینال جام حذفی ۲۰۰۲ و ۲۰۱۷ بود که در هر دو بازی، پیروزی برای آرسنال رقم خورد. این بازی همچنین تکرار فینال لیگ اروپا در سال گذشته بود که به قهرمانی چلسی ختم شد. آرسنال، با در دست داشتن رکورد ۱۳ قهرمانی در جام حذفی، به دنبال ارتقاء این رکورد بود. با توجه به همه‌گیری ویروس کرونا، این مسابقه علی‌رغم برنامه‌ریزی اولیه برای حضور محدود طرفداران، پشت درهای بسته و بدون تماشاگر برگزار شد. آنتونی تیلور به عنوان داور این بازی منصوب شد، و با قضاوتی که پیش از این در فینال ۲۰۱۷ داشت، تبدیل به اولین داوری شد که پس از آرتور کینگزکات در سال ۱۹۰۱، برای دومین بار فینال جام حذفی را قضاوت می‌کند. هر داور در طول دوران قضاوت خود تنها یک بار فرصت حضور در فینال جام حذفی را پیدا می‌کند و از آنجا که این بازی بدون تماشاگر برگزار می‌شد اتحادیه فوتبال انگلیس نمی‌خواست خانواده داوری که اولین فینال خود را تجربه می‌کند، از حضور در مسابقه باز بماند. سرمربی آرسنال، میکل آرتتا و سرمربی چلسی، فرانک لمپارد، به عنوان بازیکن، به ترتیب دو و چهار جام حذفی را برای تیم‌هایی که در فینال ۲۰۲۰ سرمربیگری می‌کردند، به ارمغان آورده بودند.

## بازی

### جزئیات
| آرسنال                        | ۲–۱   | چلسی         |
| ----------------------------- | ----- | ------------ |
| - اوبامیانگ ۲۸' (پنالتی)، ۶۷' | گزارش | - پولیسیک ۵' |

| آرسنال | چلسی |

| GK         | ۲۶ | امیلیانو مارتینز        |     |        |
| CB         | ۱۶ | راب هلدینگ              |     |        |
| CB         | ۲۳ | داوید لوییس             |     | '۸۸    |
| CB         | ۳  | کیرن تیرنی              |     | '۹۰+۱۳ |
| RM         | ۲  | هکتور بیرین             |     |        |
| CM         | ۸  | دنی سبایوس              | '۷۳ |        |
| CM         | ۳۴ | گرانیت ژاکا             |     |        |
| LM         | ۱۵ | اینسلی مایتلند نیلز     |     |        |
| RW         | ۱۹ | نیکولا پپه              |     |        |
| CF         | ۹  | الکساندر لاکازت         |     | '۸۲    |
| LW         | ۱۴ | پیر امریک اوبامیانگ (c) |     |        |
| تعویض‌ها:   |    |                         |     |        |
| GK         | ۳۳ | مت مکی                  |     |        |
| DF         | ۵  | سوکراتیس پاپاستاتوپولوس |     | '۸۸    |
| DF         | ۳۱ | سئاد کولاشیناچ          |     | '۹۰+۱۳ |
| MF         | ۱۱ | لوکاس توریرا            |     |        |
| MF         | ۲۸ | جو ویلک                 |     |        |
| MF         | ۵۷ | مت اسمیت                |     |        |
| MF         | ۷۷ | بوکایو ساکا             |     |        |
| FW         | ۲۴ | ریس نلسون               |     |        |
| FW         | ۳۰ | ادی انکه‌تیا             |     | '۸۲    |
| سرمربی:    |    |                         |     |        |
| میکل آرتتا |    |                         |     |        |

| GK           | ۱۳ | ویلی کابایرو         |         |     |
| CB           | ۲۸ | سزار آزپیلیکوئتا (c) | '۲۶     | '۳۵ |
| CB           | ۱۵ | کورت زوما            |         |     |
| CB           | ۲  | آنتونیو رودیگر       | '۷۵     | '۷۸ |
| RM           | ۲۴ | ریس جیمز             |         |     |
| CM           | ۵  | ژورژینیو             |         |     |
| CM           | ۱۷ | ماتئو کواچیچ         | '۱۴ '۷۳ |     |
| LM           | ۳  | مارکوس آلونسو مندوزا |         |     |
| RW           | ۱۹ | میسون ماونت          | '۴۵+۴   | '۷۸ |
| CF           | ۱۸ | الیویه ژیرو          |         | '۷۸ |
| LW           | ۲۲ | کریستین پولیسیک      |         | '۴۸ |
| تعویض‌ها:     |    |                      |         |     |
| GK           | ۱  | کپا آریزابالاگا      |         |     |
| DF           | ۴  | آندریاس کریستنسن     |         | '۳۵ |
| DF           | ۲۹ | فیکایو توموری        |         |     |
| DF           | ۳۳ | امرسون پالمیری       |         |     |
| MF           | ۷  | انگولو کانته         |         |     |
| MF           | ۸  | راس بارکلی           | '۸۹     | '۷۸ |
| MF           | ۲۰ | کالوم هادسون-اودوی   |         | '۷۸ |
| FW           | ۹  | تمی آبراهام          |         | '۷۸ |
| FW           | ۱۱ | پدرو                 |         | '۴۹ |
| سرمربی:      |    |                      |         |     |
| فرانک لمپارد |    |                      |         |     |

| مرد میدان: پیر امریک اوبامیانگ (آرسنال) کمک داوران: گری بسویک (دورهام) آدام نان (ویلشایر) داور چهارم: کریس کاوانای (منچستر) کمک داور ذخیره: لی بتس (نورفولک) کمک داور ویدئویی: استوارت آتول (بیرمنگام) دستیار کمک داور ویدئویی: استیون چایلد (لندن) | قوانین بازی - ۹۰ دقیقه وقت معمول بازی - ۳۰ دقیقه وقت اضافه در صورت لزوم - ضربات پنالتی در صورت ادامه داشتن تساوی - نه بازیکن ذخیره - حداکثر پنج تعویض، و تعویض ششم در وقت اضافه |

## یادداشت
1. 1 2  این بازی به دنبال همه‌گیری ویروس کرونا در انگلستان پشت درهای بسته و بدون تماشاگر برگزار شد.
2. ↑  هر تیم تنها سه فرصت داشت تا تعویض انجام دهد، بعلاوه فرصت چهارم در وقت‌های اضافه. به استثنای تعویض‌هایی که در وقت استراحت قبل از شروع وقت‌های اضافی و در نیمه استراحت بین دو وقت اضافه انجام می‌شود.